# Movitel
A Movitel é uma operadora de telecomunicações móveis com sede na cidade de Maputo em Moçambique. Conta com 12 agências distribuídas pelas 11 províncias do país, 127 centros distritais e mais de 1.500 colaboradores.
O empreendimento é resultado da parceria entre a empresa vietnamita Viettel e a moçambicana SPI (Gestão e Investimento). O seu funcionamento iniciou-se depois de vencer um concurso público em 2010 para operar como empresa de telecomunicações móveis no mercado moçambicano.
A Movitel começou a montar a sua infra-estrutura em 2011, no início com o total de 12.500 quilómetros de extensão em fibra óptica e 1.800 antenas que suportassem serviços em 2G e 3G. Em Julho de 2019 a empresa lançou em Maputo o serviço de 4,5G LTE, na altura o mais rápido do país.

## Cronologia
2010 – Venceu o concurso para a terceira operadora de Moçambique;
2011 - Iniciou a montagem da sua infra-estrutura em todo o país;
2012 – Lançou oficialmente os seus serviços; Venceu o prémio de Telecomunicações Rurais dos AfricaCom Awards;
2014 – Recebeu o prémio da operadora com o crescimento mais rápido nos países emergentes; ofereceu ao INGC – Instituto Nacional de Gestão de Calamidades 200 000 dólares para apoiar o distrito de Chókwè, assolado pelas cheias.
2015 - Ofereceu cestas básicas à população da Zambézia assolada pelas cheias, num valor estimado em 200.000 dólares; Ofereceu salas inteligentes ao Ministério da Educação e Desenvolvimento Humano, composto por um conjunto de 200 computadores e 12 projectores.